# Altijuba
Altijuba is een geslacht van vlinders uit de onderfamilie Macroglossinae van de familie pijlstaarten (Sphingidae).

## Soorten
- Altijuba oktediensis Lachlan, 1999